# 豪伊马什凯尔
豪伊马什凯尔，是匈牙利维斯普雷姆州所辖的一个村，总面积38.14平方公里，总人口3077，人口密度80.7人/平方公里（2010年1月1日）。